# Hnědásek jitrocelový
Hnědásek jitrocelový (Melitaea athalia) je druh motýla z čeledi babočkovití, jehož výskyt sahá od Evropy přes Turecko až po Čínu a Japonsko. V ČR je to nejrozšířenější druh hnědáska z rodu Melitaea.

## Popis
Rozpětí křídel hnědáska jitrocelového se pohybuje v rozmezí 36–42 mm. Horní strana křídel je tmavě hnědá s oranžovými skvrnami, podíl oranžové a hnědé bývá vyrovnaný. Spodní strana předních křídel je hnědooranžová s hnědými skvrnami a světlým okrajem. Spodní strana zadních křídel má světlá a oranžově hnědá pole, jednotlivá pole jsou pak černě ohraničena. Housenky jsou černé s bílými skvrnami, po celém těle má kuželovité výrůstky s oranžovými chlupy. Kukla bývá bílá s většími černými a hnědými skvrnami a menšími oranžovými skvrnkami.

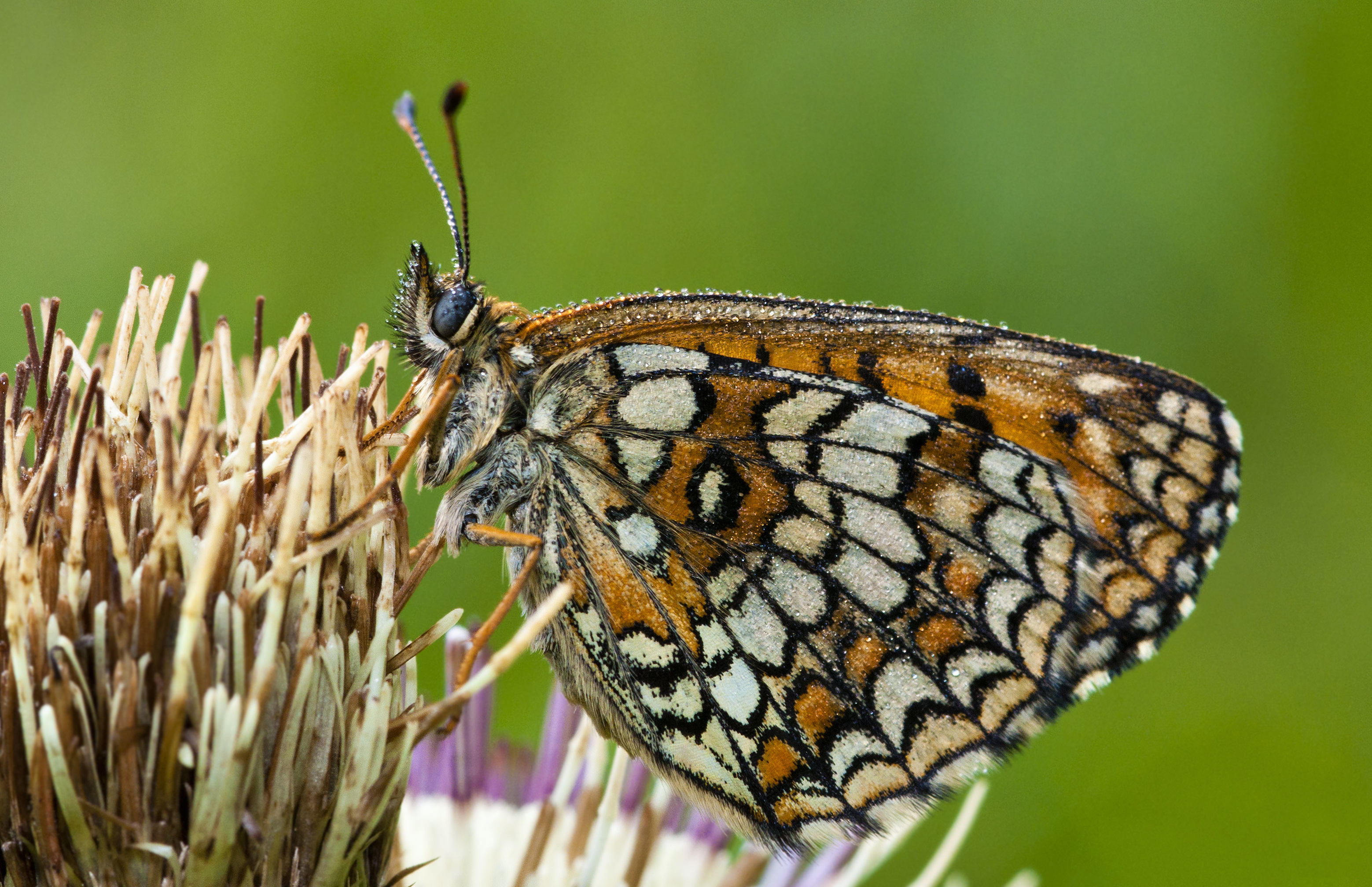
Spodní strana křídel
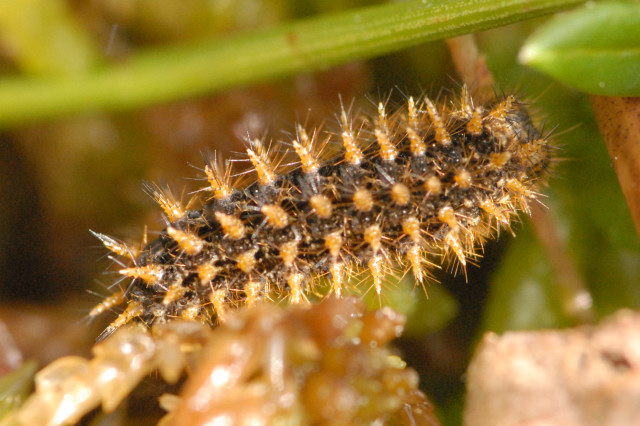
Housenka

## Výskyt
Hnědásek jitrocelový se vyskytuje v celé Evropě, dále v Turecku, mírném pásu Asie, Číně a Japonsku. Preferuje lesní biotopy, konkrétně okraje lesů, lesní cesty a přechody mezi loukou a lesem.

## Vývoj
Samička hnědáska jitrocelového klade ve velkých shlucích vajíčka, ze kterých se líhnou housenky, které okamžitě zkonzumují skořápky svých vajíček. Housenky se poté živí na černýši lučním a lesním, světlíku lékařském, rozrazilu rezekvítku a jitroceli kopinatém. Housenky se poté zakuklí nízko při zemi. Dospělci jsou většinou jednogenerační, létají od května do srpna.

## Podobné druhy v ČR
- Hnědásek černýšový (Melitaea aurelia)
- Hnědásek podunajský (Melitaea britomartis)
- Hnědásek rozrazilový (Melitaea diamina)